# Iwanski
Iwanski (bułg. Ивански) – wieś w północno-wschodniej Bułgarii, w obwodzie Szumen, w gminie Szumen. Według danych Narodowego Instytutu Statystycznego, 31 grudnia 2011 roku wieś liczyła 1522 mieszkańców.

## Kultura
We wsi znajduje się dom kultury i biblioteka.

## Zabytki
W rejestrze zabytków znajdują się:
- Monaster św. Piotra i Pawła
- Tracka mogiła datowana na IV wiek